# Рутковский, Клементий Лукьянович
Клементий Лукьянович Рутковский (?—1856) — тайный советник, Плоцкий гражданский губернатор.
Происходя из старинной дворянской семьи, начал военную службу 9 ноября 1807 году в Литовском крае; в 1812 году принимал участие Отечественной войне.
В 1831 году он был Виленским полицеймейстером и оказал немало услуг при подавлении польского восстания. 25 декабря 1833 года был награждён орденом св. Георгия 4-й степени.
В 1838 году был полковником корпуса жандармов и 29 сентября этого года был, за отличие, произведён в действительные статские советники и вскоре назначен Плоцким гражданским губернатором.

Ознакомившись с положением дел в губернии, он особенное внимание обратил на тяжёлое положение польских крестьян. Многие помещики, в видах заведения у себя многопольного или плодопеременного хозяйства, уничтожали усадьбы крестьян и занимаемые ими земли присоединяли к господским, которые обрабатывали своим скотом и своими же наёмными поденщиками. Последних они помещали в упразднённых крестьянских домах, давая им только огород и небольшую долю зерна от выработанного на господских землях хлеба. Понятно, что такое положение вещей не могло не внушать опасений, так как оно неминуемо должно было вести к обезземелению, а следовательно и к обеднению крестьянского сословия. Понимая серьёзность такого положения вещей, Рутковский начал бороться с этим злом и обратился к Главному директору внутренних и духовных дел Царства Польского, но, видя, что это не приносит результатов, он во Всеподданнейшем годовом отчете о состоянии Плоцкой губернии за 1843 год, описывая положение дел, ходатайствовал о запрещении помещикам самовольно отнимать земли у крестьян, говоря, между прочим: 
К предупреждению столь вредных последствий (обезземеления крестьян) я полагал бы полезным всех крестьян-хлебопашцев перевести на оброк (подобно тому, как это имеет место в Пруссии), а между тем воспретить отнимать самовольно землю от крестьян, издревле поселенных.
Не ограничиваясь одними донесениями, Рутковский, во время проездов императора Николая I через Остроленку, лично докладывал ему о положении крестьян, обращая внимание государя на те серьёзные последствия, которыми грозило лишение их земли. Кроме личного доклада, Рутковский подал ещё по этому вопросу несколько всеподданнейших записок, на основании которых и был издан закон 1846 года об ограничении своеволия польских помещиков по отношению к крестьянам.
Кроме того, Рутковский в течение своего почти девятилетнего управления губернией много сделал для самого города Плоцка и для всей Плоцкой губернии. В самом Плоцке, благодаря его стараниям, построен был постоянный мост, сделана набережная, засажен бульвар, открыты и вымощены многие улицы, общественный сад приведён в отличное состояние, расширены помещения многих губернских присутственных мест; в губернии же при нем начато было устройство шоссейных сообщений второго разряда. Награждённый 5 октября 1840 года орденом св. Станислава 1-й степени, Рутковский в 1847 году, в чине тайного советника, вышел в отставку и поселился в Варшаве, где и скончался в 1856 году.